# Warzęcha czerwonolica
Warzęcha czerwonolica, łyżkodziób (Platalea alba) – gatunek dużego ptaka z rodziny ibisów (Threskiornithidae). Występuje w Afryce Subsaharyjskiej i na Madagaskarze. Jej środowiskiem są błotniste tereny podmokłe z otwartą, płytką wodą, gdzie ptaki gnieżdżą się w koloniach na drzewach, krzewach albo w trzcinie. Nie jest zagrożona wyginięciem.

## Systematyka
Gatunek ten po raz pierwszy zgodnie z zasadami nazewnictwa binominalnego opisał w 1786 roku Giovanni Antonio Scopoli w oparciu o wcześniejszy opis i ilustrację autorstwa Pierre’a Sonnerata, który błędnie przyjął, że ptak ten pochodzi z filipińskiej wyspy Luzon. Później miejsce typowe zostało skorygowane na Przylądek Dobrej Nadziei. Scopoli nadał gatunkowi nazwę Platalea alba, która obowiązuje do tej pory. Nie wyróżnia się podgatunków.

## Morfologia
Wygląd

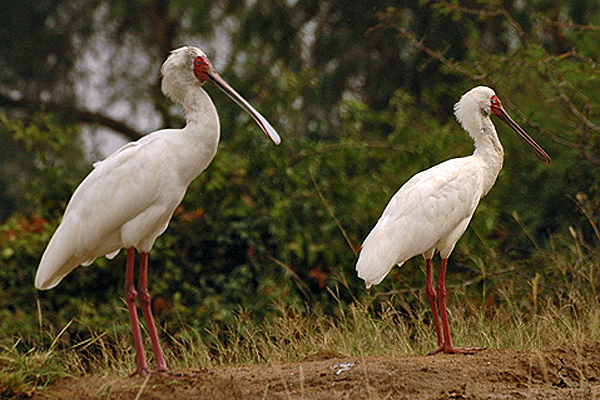
Warzęchy czerwonolice sfotografowane w Kazinga Channel, Uganda

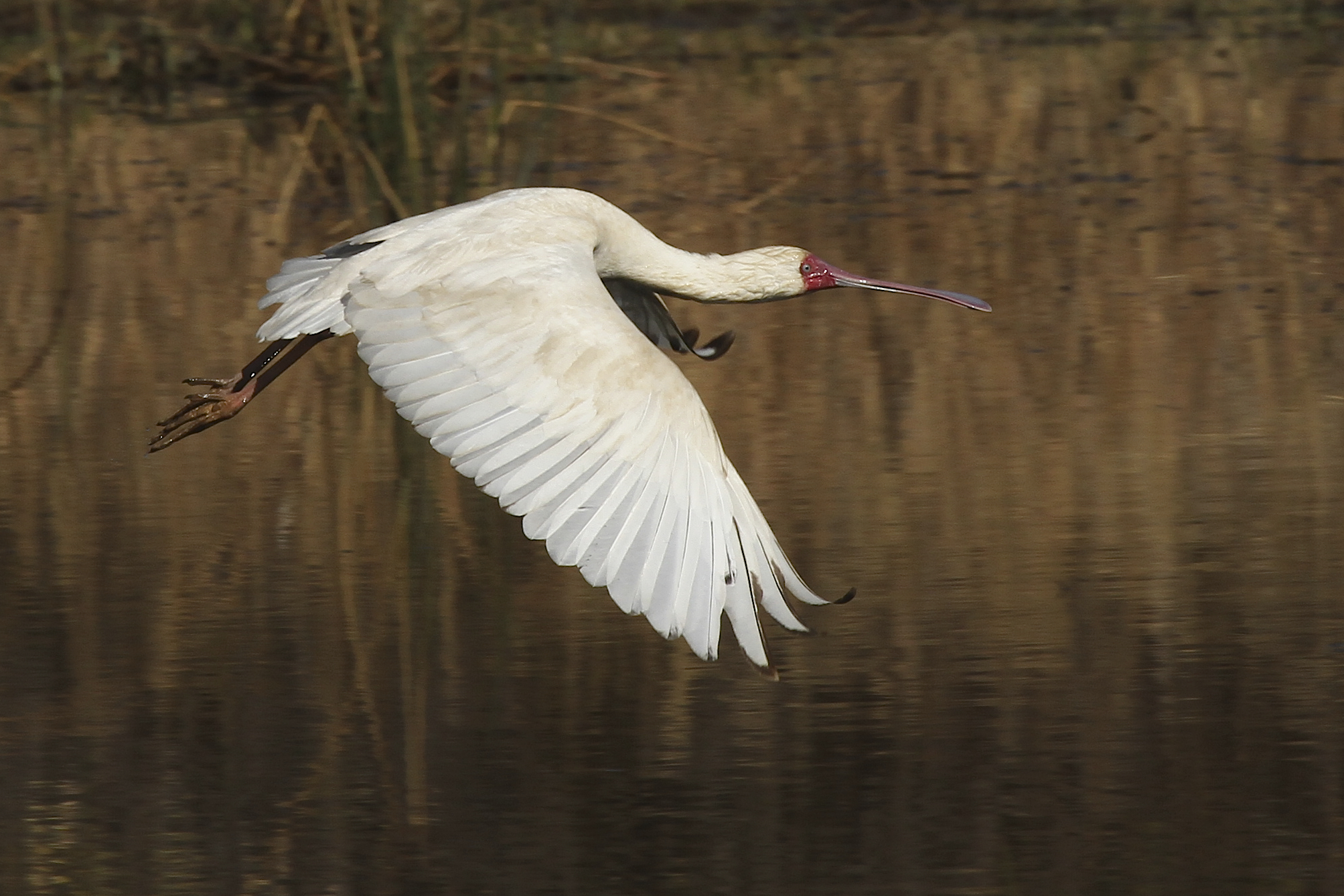
Warzęcha czerwonolica w locie

Warzęcha czerwonolica jest najbardziej charakterystycznym ptakiem dla swojego siedliska. Upierzenie czysto białe, czerwona twarz z białym okiem. Długi szary dziób rozszerzony na kształt łyżki na końcu – spłaszczenie widoczne patrząc na ptaka od frontu. Czerwone nogi. Młode mają żółty dziób i czarne nogi, nie mają czerwonej twarzy.
Gatunek nie posiada wyraźnego grzebienia w odróżnieniu od warzęchy zwyczajnej. W odróżnieniu od czapli, warzęchy lecą z wyciągniętymi szyjami.
Wymiary średnie
- Długość ciała: 90–91 cm[8]
- Masa ciała: 2 kg[5]
- Rozpiętość skrzydeł: 120 cm[5]

## Zasięg występowania
Warzęcha czerwonolica jest szeroko rozprzestrzeniona w Afryce Subsaharyjskiej – występuje od Senegalu na wschód po Etiopię i Erytreę oraz na południe po RPA, także na Madagaskarze. Zabłąkane osobniki notowane na południu Jemenu i Omanu (Półwysep Arabski) oraz w Europie. W Jemenie od 1996 roku odnotowano kilka stwierdzeń i podejrzewa się, że mogło dojść do lęgów na bagnach w okolicach Adenu.

## Ekologia i zachowanie
Biotop

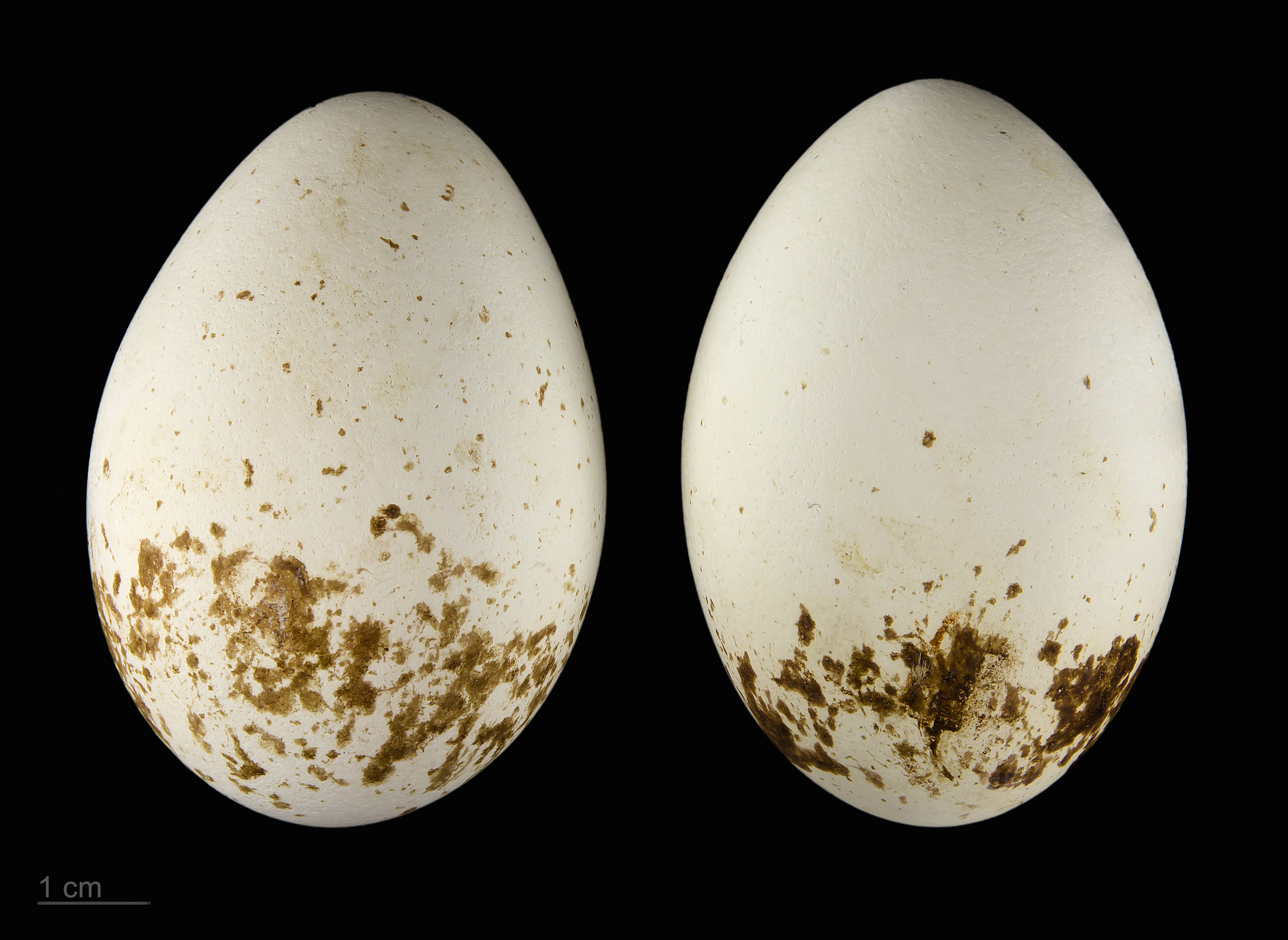
Jaja z kolekcji muzealnej

Głównie płytkie brzegi jezior słodkowodnych. Czasami laguny na wybrzeżach.
Rozród
Gniazdo w formie owalnej platformy na drzewie lub krzewie albo w trzcinie. Gniazdują w dużych koloniach do 250 par, często z innymi ptakami. Zazwyczaj nie dzielą kolonii z bocianami albo czaplami. Samica składa zwykle od dwóch do trzech jaj (czasem cztery). Wysiadywanie trwa 25–29 dni.
Pożywienie
Gatunek żywi się rybami, żabami i innymi małymi zwierzętami żyjącymi nad wodą.

## Status i ochrona
Międzynarodowa Unia Ochrony Przyrody (IUCN) uznaje warzęchę czerwonolicą za gatunek najmniejszej troski (LC – Least Concern). Globalny trend liczebności oceniany jest jako stabilny, choć u niektórych populacji nie jest on znany.
Warzęcha czerwonolica jest jednym z gatunków, które obejmuje Agreement on the Conservation of African-Eurasian Migratory Waterbirds (AEWA).